# Phanoperla lao
Phanoperla lao är en bäcksländeart som beskrevs av Bill P.Stark 1983. Phanoperla lao ingår i släktet Phanoperla och familjen jättebäcksländor. Inga underarter finns listade i Catalogue of Life.